# Білин (Закарпатська область)
Бі́лин (угор. Bilin) — село Україні, у Рахівській міській громаді Рахівського району Закарпатської області. Населення становить 1,7 тисяч осіб. 

## Географії
Село Білин розташоване по обох берегах Чорної Тиси, за 9 км від Рахова.
У селі струмки Білинський та Терентин впадають у річку Чорну Тису.

## Назва
Давні перекази говорять, що на території села в той час поселився пастух на прізвище Білий. Власне, від його прізвища і походить назва села. Інша легенда розповідає, що в давнину для того, щоб одягнути родину, господарям самим потрібно було ткати полотно. Люди відбілювали його, розстелюючи на полі і воно біліло від сонця. І тому назвали люди село «Білин». Згідно ще одного переказу, на полонині, що знаходиться біля села, паслося багато білих овець, від чого, власне, й походить назва Білин.
Назва села в різні роки: 1796-9 — Bilen (MTH. 106), 1804 — Bjlen (Korabinszky), 1828 — Bilin, Bilen (Nagy 200), 1838 — Bilíny (Schem. 55), 1851 — Bilen (Fényes 1: 134), 1863 — Білинъ (Sebestyén 2008: 217), 1877 — Bilin (Hnt.), 1892 — Bilin (Bilen) (Hnt.), 1898 — Bilin (Hnt.), 1913 — Bilin (Hnt.), 1925 — Bilin nad Tisou, Bilina, 1930 — Bělin (ComMarmUg. 19), 1944 — Bilin, Билинъ (Hnt.), 1983 — Білин, Белин (ZO).

## Присілки
Присілки об'єднані з селом Білин 15 квітня 1967 року рішенням облвиконкому Закарпатської області № 155. 
Штивірський
Перша згадка у ХІХ столітті. 
Дуднячий
Місцеву муровану церкву Різдва Іоана Хрестителя освячено 7 липня 2004 року, а наріжний камінь задовго до того освячував ще владика Іоан Семедій. Храм стоїть у присілку Дуднячий (назва походить від місцевого потічку). Служить тут отець Юрій Ролюк. Землю під храм (0,035 га) придбав і пожертвував Микола Копич.  До 24 грудня 2000 року витягли стіни. Доти молилися в залі чекання на місцевій залізничній станції. Дерев'яний вівтар вирізьбив Михайло Приймич, він же виконав також люстру, яку прикрасила квітковими розписами Леся Приймич. Фігурні вікна виконав Юрій Михальчич з Нересниці.      
Циганський
Перша згадка у ХІХ столітті.

## Населення
Згідно з переписом УРСР 1989 року чисельність наявного населення села становила 1639 осіб, з яких 789 чоловіків та 850 жінок.
За переписом населення України 2001 року в селі мешкало 1745 осіб.

### Мова
Розподіл населення за рідною мовою за даними перепису 2001 року:
| Мова       | Відсоток |
| ---------- | -------- |
| українська | 99,37 %  |
| російська  | 0,46 %   |
| молдовська | 0,17 %   |

## Храми

### Церква св. арх. Михайла (1870)
У селі стоїть дерев’яна церква, що належить за стилем до середньогуцульських церков. Цей термін ввели чеські дослідники, що вивчали дерев’яну архітектуру в Карпатах у першій половині XX ст. Термін досить умовний, бо йдеться про церкви, розміщені в південно-західній (закарпатській) частині Гуцульщини, а всі класичні п’ятизрубні гуцульські церкви розташовані в північній частині Гуцульщини.
Ознаки цього стилю такі: споруда має базилічну форму головного об’єму, що включає бабинець, наву і вівтар. Східна частина нави має бокові прирощення, завдяки яким церква набуває в плані форми латинського хреста. Невелика башта над входом завершена чотиригранним шатром. Два або чотири стовпи акцентують вхід, але не утворюють ґанку. Вікна досить великі, дах не має виносу на головному фасаді й утворює під баштою трапецієподібний фронтон. Біля церкви, як правило, стоїть восьмистінна, шестистінна або чотиристінна дзвіниця, вкрита шатром.
Церква на світлині має і свої особливості – восьмигранну вежу над бабинцем, увінчану кулястою банею з главкою.
Спочатку церква була вкрита дерев’яним ґонтом, потім, близько 1930 року — етернітом, а протягом останнього десятиріччя її повністю оббито бляхою. Бляхою вкрито і каркасну дзвіницю, що стоїть на північний захід від церкви.

## Сьогодення

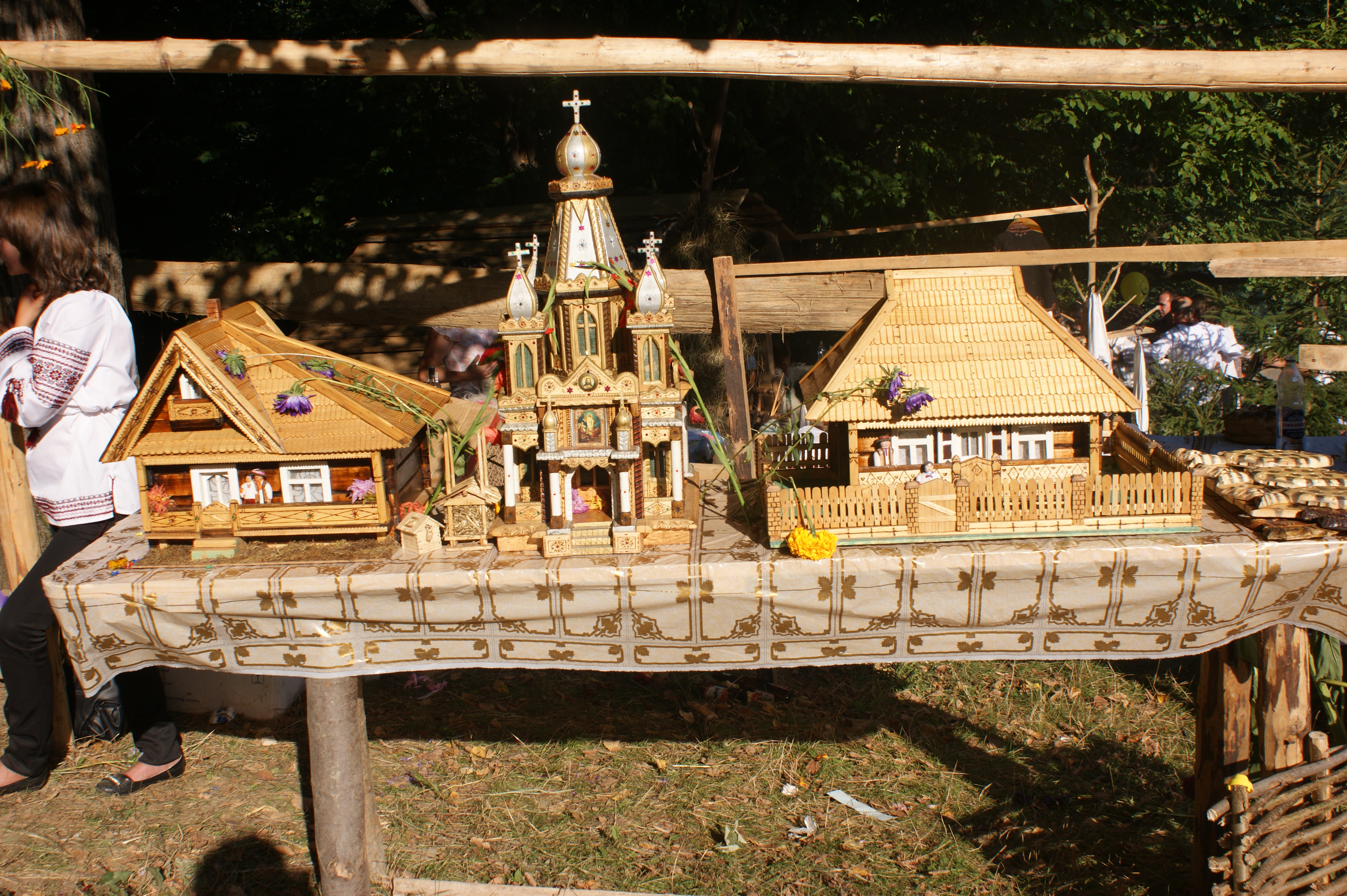
Роботи Доробана

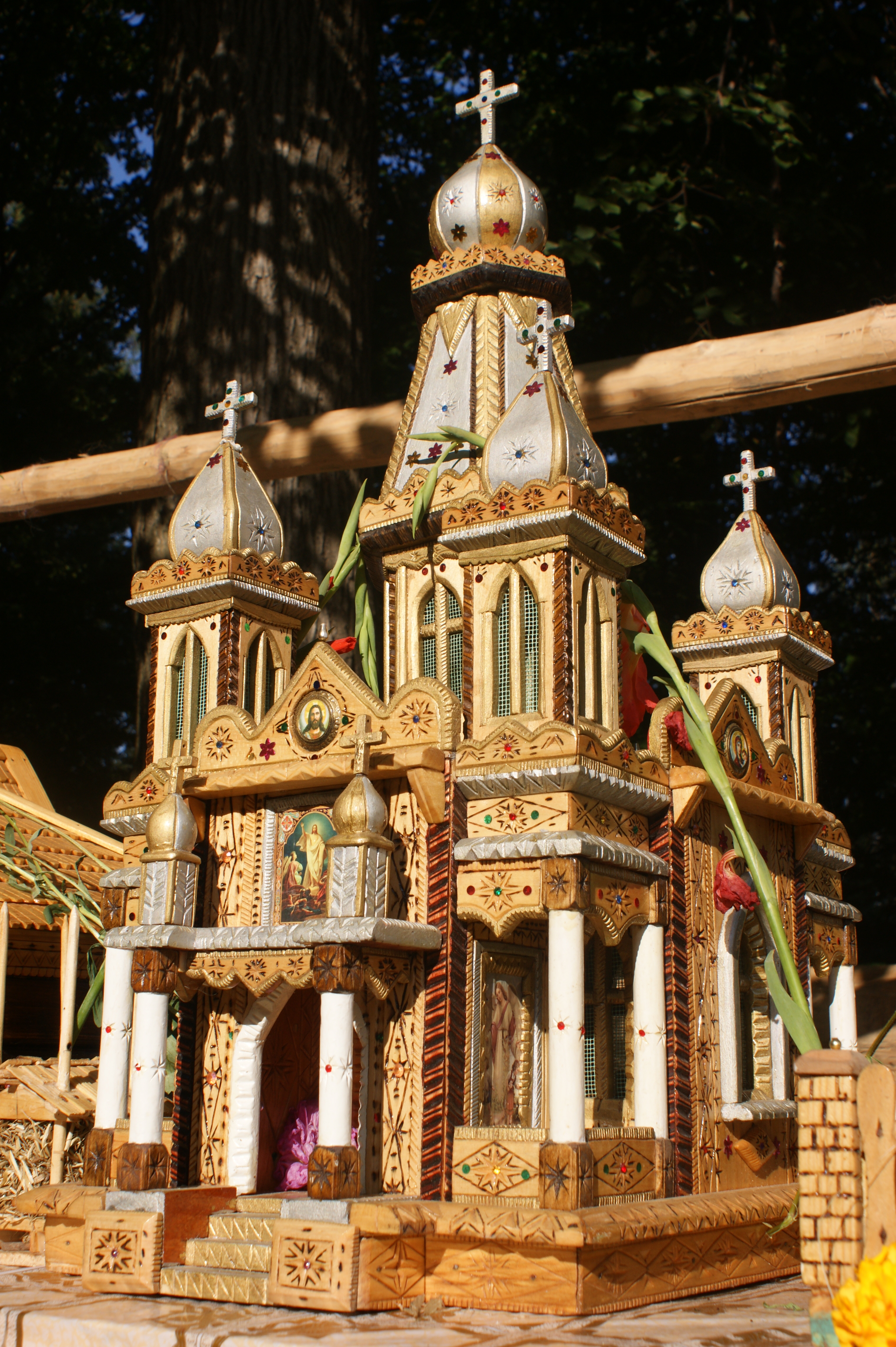
Церква

Родзинкою Білина є макети різних храмів, виготовлені народними майстрами-різьбярами.
Сільською радою ініційована робота по відновленню форелевого господарства, зруйнованого паводком; благоустрою мінерального джерела «Буркут» (див. «Джерело № 2»), а також по залученню мешканців села до розвитку сільського зеленого туризму.
Білинська ГЕС — діюча мала дереваційна гідроелектростанція в Закарпатській області, перша з новозбудованих малих ГЕС у Карпатах. Розташована на потічку Ільмин. Білинська ГЕС стала до ладу в травні 2006 року. Перепад висоти між нижнім і верхнім б'єфами становить 100 м. Вода з потоку Ільмин, притока річки Чорна Тиса, відводиться 3-х кілометровою трубою діаметром 0,8 м на турбіну через металеві ґрати в руслі.
На ГЕС встановлено людино-машинна взаємодія за допомогою якого оператор може керувати, а також корегувати роботу гідроелектростанції. Робота гідроелектростанції запрограмована на логічному контролері, станція працює в повністю автономному режимі, також передбачено ручний режим роботи.
Лісове господарство «Кроце» функціонувало з 1929 року, на околицях селища знаходяться 6 джерел мінеральної води, а також форелеве господарство.
2020 року в селі Білин побудована сміттє-сортувальна станція

## Туристичні місця
- Храм св. арх. Михайла (1870)
- Храм Різдва Іоана Хрестителя
- Білинська ГЕС
- 6 джерел мінеральної води